# Caprie
Caprie (arpità i piemontès Ciàvrie) és un municipi italià, situat a la ciutat metropolitana de Torí, a la regió del Piemont. L'any 2007 tenia 1.882 habitants. Està situat a la Vall de Susa, una de les Valls arpitanes del Piemont. Limita amb els municipis de Chiusa di San Michele, Condove, Rubiana, Sant'Ambrogio di Torino i Villar Dora.

## Administració
| Període | Identitat           | Partit        |
| ------- | ------------------- | ------------- |
| 2004-   | Gian Andrea Torasso | Llista cívica |